# Osmanismus

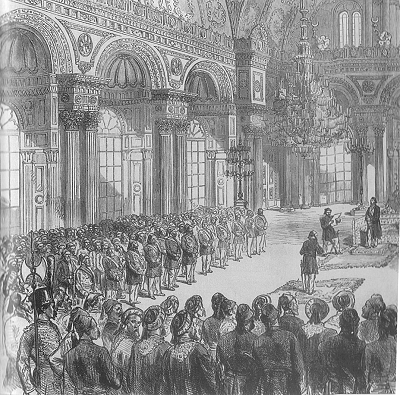
Ausrufung der Osmanischen Verfassung von 1876

Der Osmanismus (türkisch Osmanlılık oder Osmanlıcılık) oder das Osmanentum war ein Konzept, das die Gleichberechtigung aller Bürger des Osmanischen Reiches ungeachtet ihrer Religion vorsah. Der Osmanismus entwickelte sich vor der Ersten Verfassungsära des Osmanischen Reiches. 
Seine Befürworter glaubten, dass der Osmanismus die sozialen Probleme des Reiches lösen könne. Der Osmanismus wurde von Denkern wie Montesquieu und Rousseau sowie der Französischen Revolution beeinflusst. Es unterstützte die Gleichheit innerhalb der millets. Die Idee ging auf die Jungosmanen zurück. Schlicht dargestellt konstatierte der Osmanismus, dass alle Subjekte vor dem Gesetz gleich seien. Die Essenz des millet-Systems sollte nicht abgeschafft, jedoch sollten säkularere Organisationen und politische Praktiken eingeführt werden. Grundschulbildung, Wehrpflicht, Kopfsteuer und Militärdienst sollten bei Nichtmuslimen und Muslimen gleichermaßen angewandt werden.
Das Hatt-ı Hümayun von 1856, das volle Gleichheit ungeachtet der Religion versprach, und das Nationalitätsgesetz von 1869, das eine gemeinsame osmanische Staatsbürgerschaft ungeachtet der religiösen oder ethnischen Zugehörigkeit schuf, waren Vorboten des Osmanismus. Der Osmanismus wurde von vielen Muslimen, aber auch von vielen Bewohnern der nichtmuslimischen millets abgelehnt. Von den letzteren wurde er als Schritt betrachtet, ihre traditionellen Privilegien abzuschaffen, während die Muslime es als Eliminierung ihrer eigenen überragenden Stellung im Reich betrachteten. Es gab Beanstandungen, dass der Osmanismus eine Reaktion auf die Tanzimat war, die Ära der intensiven Neustrukturierung des Osmanischen Reiches durch eine bürokratische Elite.
Der Osmanismus lebte während der Jungtürkischen Revolution von 1908 und während der Zweiten Verfassungsära wieder auf. Er verlor die meisten Anhänger während des Ersten Balkankrieges von 1912 bis 1913.

## Referenzen
- Das Konzept ist enthalten unter der Sektion The era of Modern Reform:Tanzimat im "History of the Ottoman Empire and Modern Turkey" von Stanford J. Shaw, Ezel Kural Shaw.